# Hrnjevac
Hrnjevac – wieś w Chorwacji, w żupanii pożedzko-slawońskiej, w mieście Kutjevo. W 2011 roku liczyła 174 mieszkańców.